# Kieł (skała)
Kieł – skała we wsi Czatachowa, w województwie śląskim, w powiecie myszkowskim, w gminie Żarki. Znajduje się w porośniętym lasem wzniesieniu po północnej stronie zabudowanego obszaru wsi. Pod względem geograficznym jest to obszar Wyżyny Częstochowskiej.
Skała znajduje się w lesie na wzniesieniu Kaczmarka (nazwę wzniesienia podaje portal Jaskinie Polski). Z Czatachowej można do niej dojść niebieskim Szlakiem Warowni Jurajskich w kierunku Złotego Potoku. Po lewej stronie szlaku znajduje się jaskinia z napisem Jaskinia Pawloka, a skała Kieł jest w lesie po jej prawej (wschodniej) stronie i ze szlaku jest niewidoczna. Ma wysokość do 12 m i pionowe lub przewieszone ściany zbudowane z twardych wapieni skalistych. W 2014 i 2015 r. wspinacze skalni poprowadzili na niej 4 drogi wspinaczkowe o trudności od VI.1 do VI.13 w skali Kurtyki. Są też projekty dwóch innych dróg. Na wszystkich drogach zamontowano stałe punkty asekuracyjne: ringi (r) i stanowiska zjazdowe (st). Wśród wspinaczy skalnych skała jest mało popularna.
1. Szpon; VI.3, 3r + st
2. Ptasia resusytacja; VI.5+, 5r + st
3. Foley; VI.1, 3r + st
4. One Passion; V+, 4r + st
5. Projekt
6. Projekt[5].

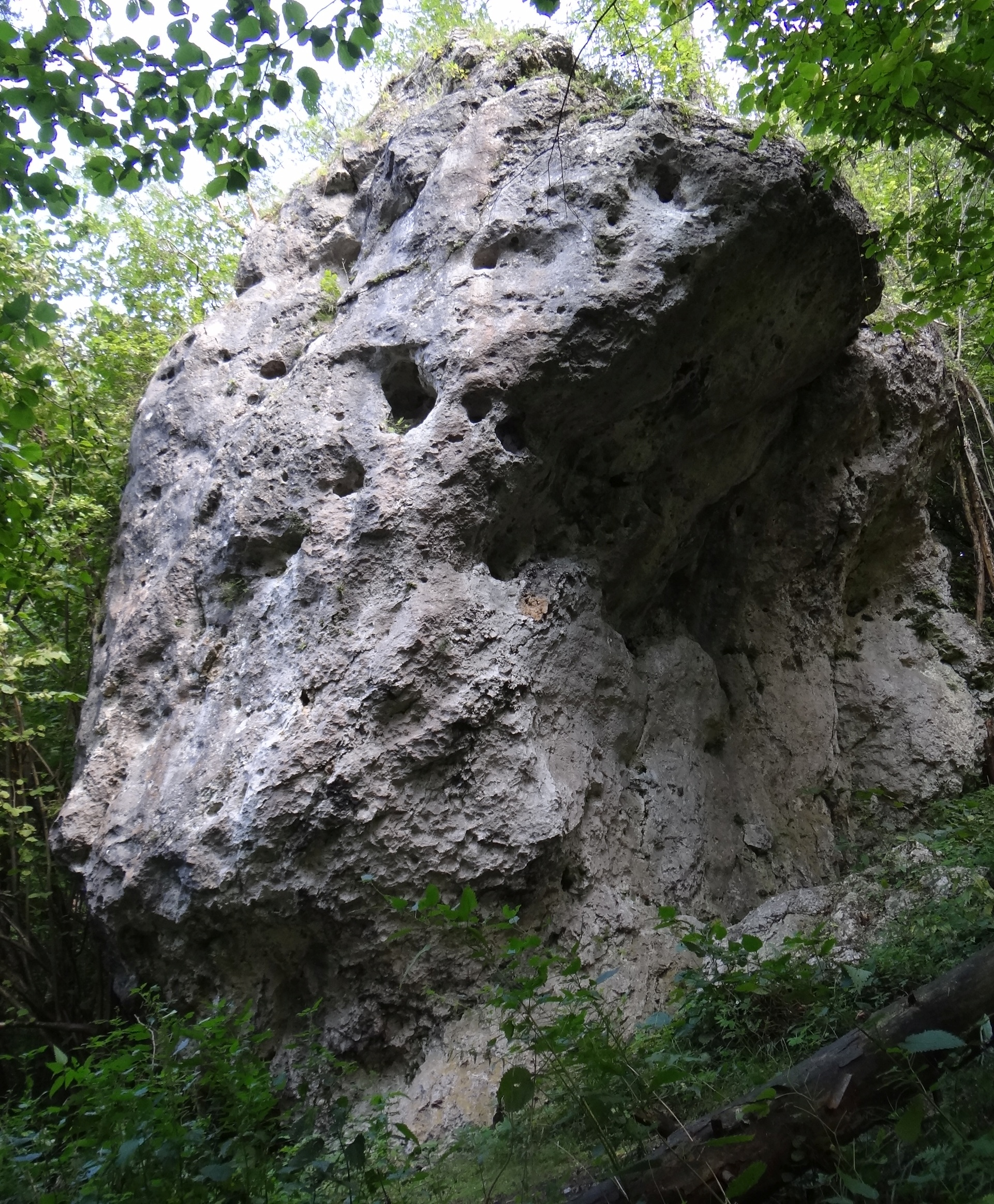
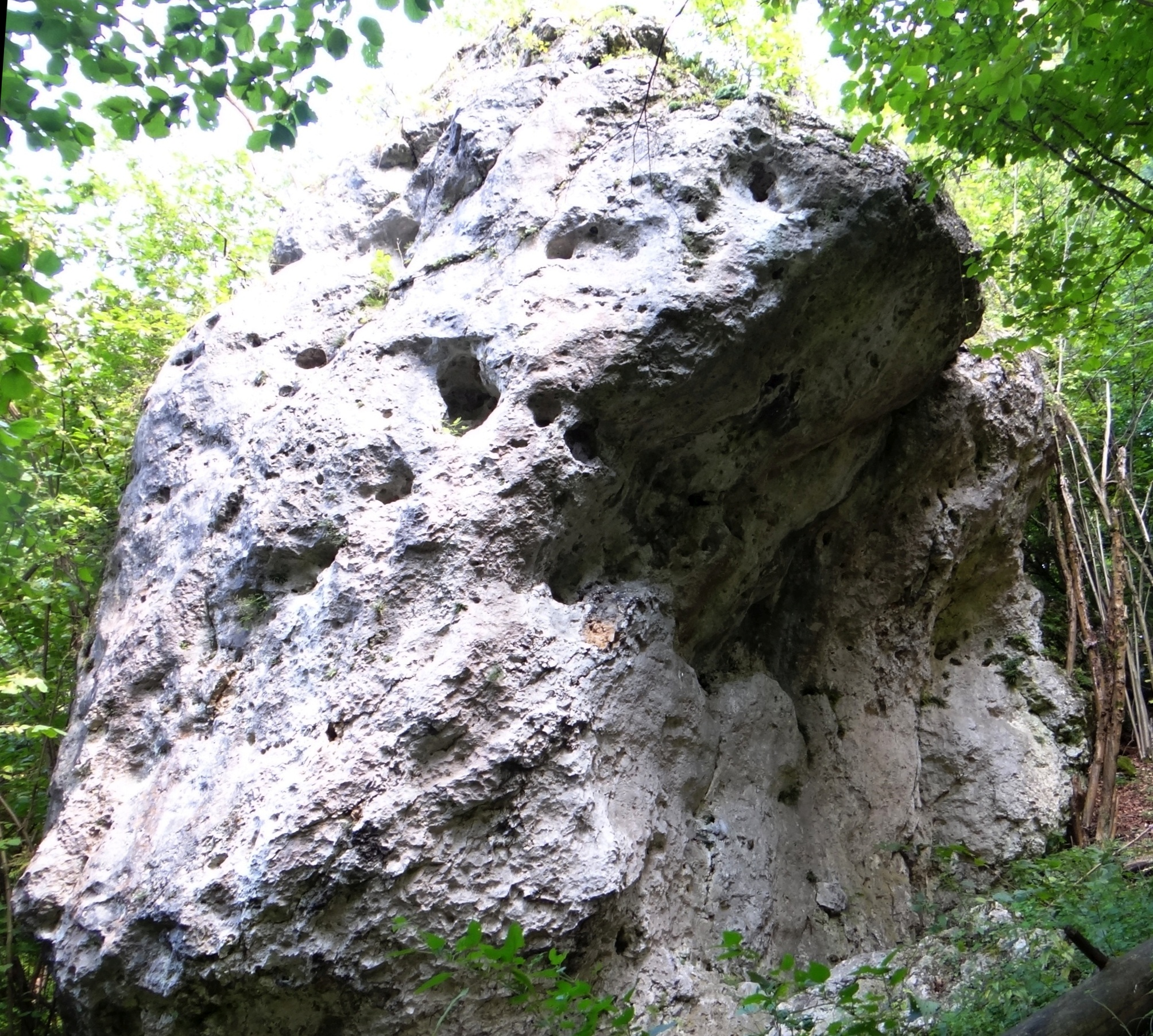
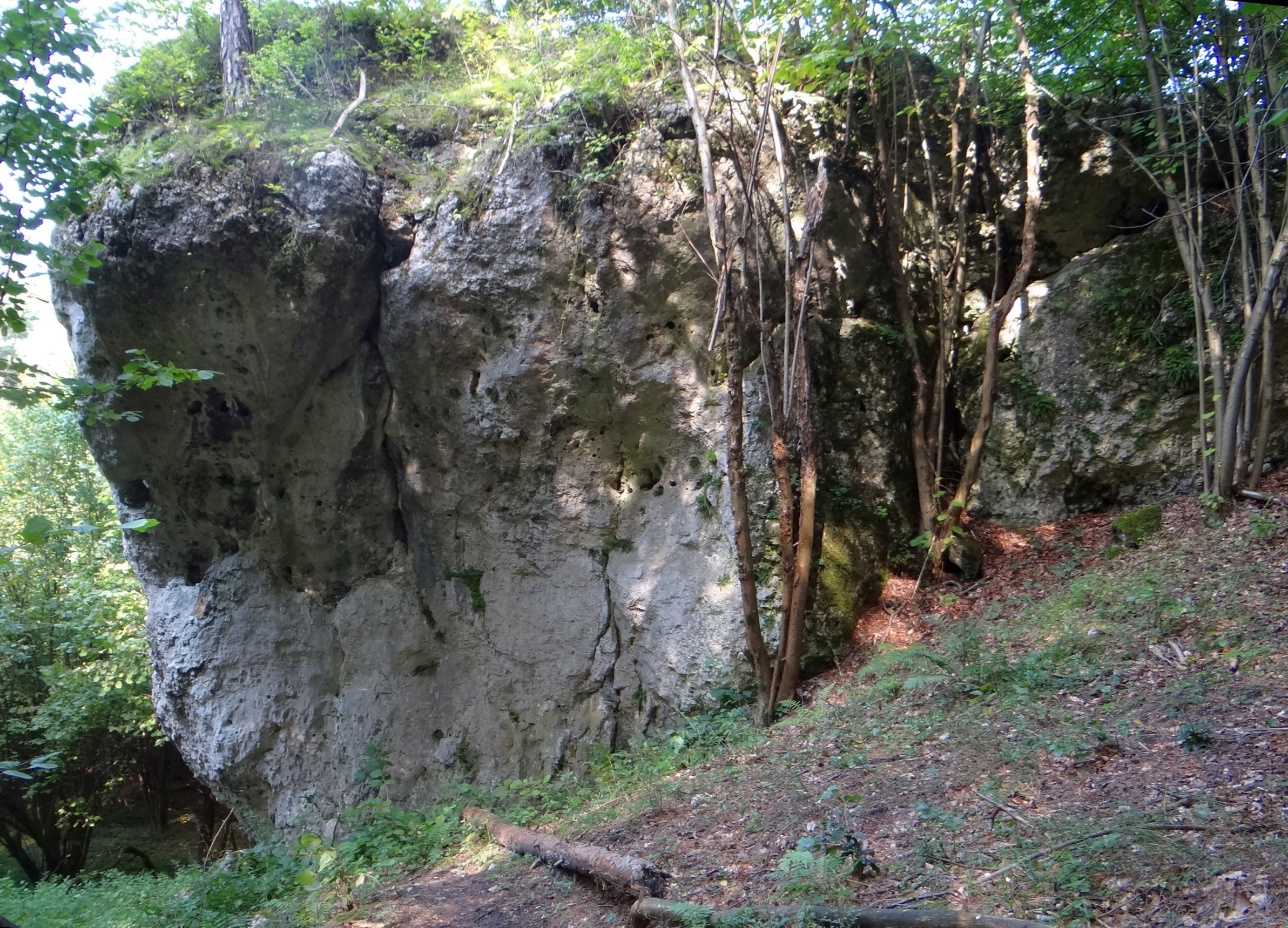
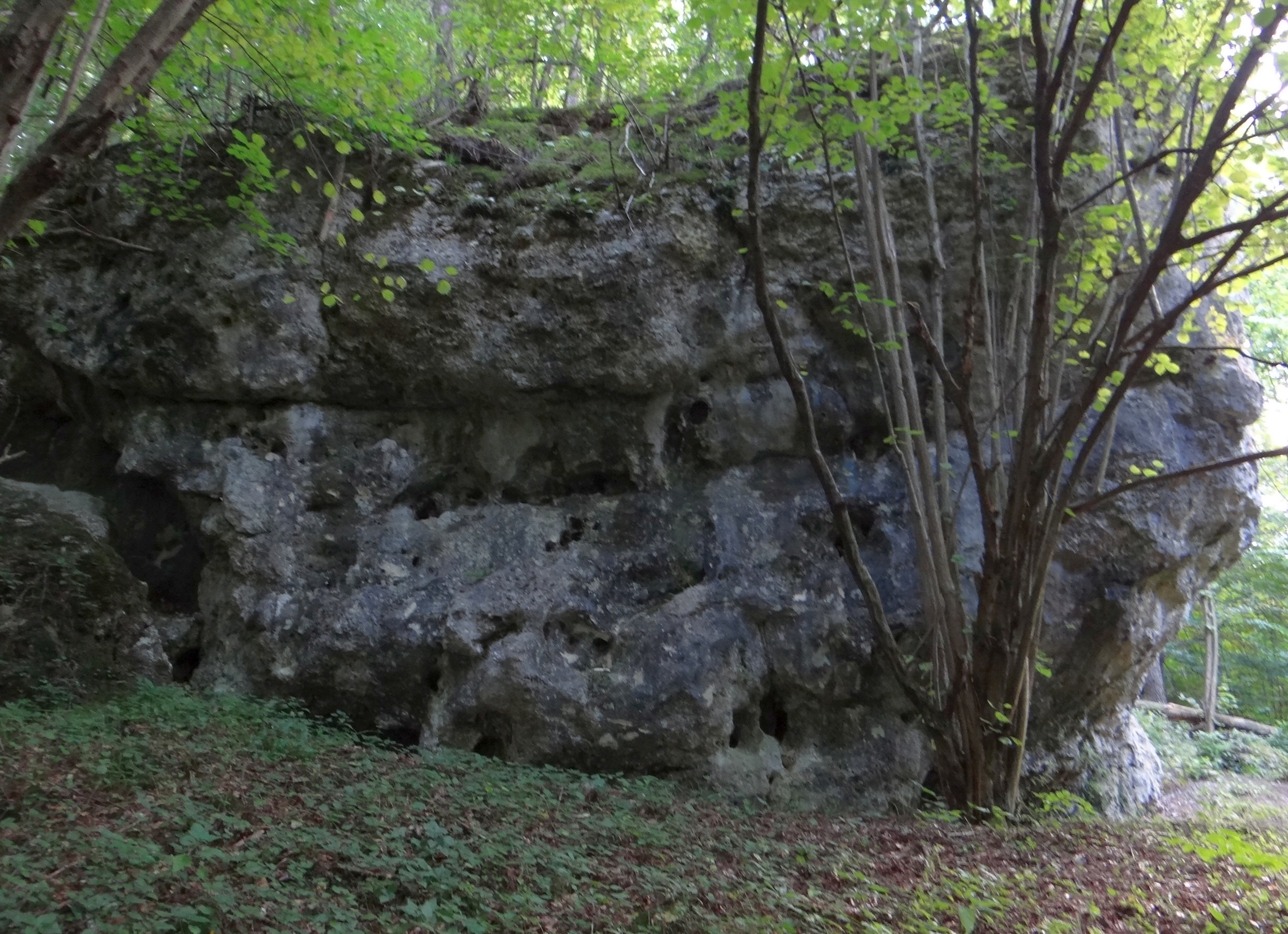

Nieco powyżej skały Kieł znajduje się Dziurawa, a na południe od niej skały Verdon i Wampirek.